# バッテリーチェッカー
バッテリーチェッカー（ばってりーちぇっかー）とは、残量が不明な電池の残量を、主に電圧により測定し具体的に分かりやすく表示する機器である。主に計測するものは、充電式で無いもの(アルカリ電池、マンガン電池など)である。

## 概要
バッテリーチェッカーなどと呼ばれており、大きく分けてカーバッテリー用と乾電池用の2つがある。

### カーバッテリー用
2種類の製品が存在する。
- バッテリーに直に接続するタイプ
- シガーソケットに接続するタイプ

### 乾電池用
乾電池を抵抗に接続し、電流を流し電池の内部抵抗を計測する。

## 使用方法
1. 電池を適合する所に入れ、電源を入れる。
2. インジケーターに表示された残量を確認する。

という流れで使用する。